# Плавання на літніх Олімпійських іграх 2020 — 100 метрів на спині (жінки)
Змагання з плавання на 100 метрів на спині серед жінок на літніх Олімпійських іграх 2020 відбулися 25 - 27 липня 2021 року в Олімпійському центрі водних видів спорту. Це була двадцять третя поспіль поява цієї дисципліни на Олімпійських іграх. Її проводили на кожній Олімпіаді, починаючи з 1924 року.

## Рекорди
Перед цими змаганнями чинні світовий і олімпійський рекорди були такими:
| Світовий рекорд     | Кейлі Маккіон (AUS) | 57.45 | Аделаїда, Австралія     | 13 червня 2021 | [ 2 ] |
| Олімпійський рекорд | Емілі Сібом (AUS)   | 58.23 | Лондон, Велика Британія | 29 July 2012   | [ 3 ] |

## Кваліфікація
Олімпійський кваліфікаційний норматив для цієї дисципліни становить 1 хвилина 0,25 секунди. За цим нормативом від кожного Національного олімпійського комітету (NOC) можуть автоматично кваліфікуватися щонайбільше дві плавчині, виконавши його на затверджених кваліфікаційних змаганнях. Норматив олімпійського відбору становить 1 хвилина 2,06 секунди. За цим нормативом від кожного НОК може кваліфікуватися щонайбільше одна плавчиня, що посідає досить високе місце у світовому рейтингу, поки не буде вичерпано квоту для всіх плавальних дисциплін. НОК, що ще не має плавчині в жодній дисципліні, може скористатися зі свого права на універсальну квоту.

## Формат змагань
Змагання складаються з трьох раундів: попередні запливи, півфінали та фінал. Плавчині, що показали 16 найкращих результатів у попередніх запливах, виходять до півфіналів. Плавчині, що показали 8 найкращих результатів у півфіналах, виходять до фіналу. У тому разі, коли на останнє місце потрапляння до півфіналів чи фіналу претендують дві чи більше плавчині з однаковим часом, передбачено перепливання.

## Розклад
Змагання тривають три дні, кожен раунд наступного дня.
Часовий пояс - японський стандартний час (UTC + 9)
| Дата     | Час   | Раунд             |
| -------- | ----- | ----------------- |
| 25 липня | 19:00 | Попередні запливи |
| 26 липня | 11:53 | Півфінали         |
| 27 липня | 10:51 | Фінал             |

## Результати

### Попередні запливи
Плавчині, що показали 16 найкращих результатів незалежно від запливу, виходять до півфіналу.
| Місце | Заплив | Доріжка | Плавчиня            | Країна                           | Час     | Примітки |
| ----- | ------ | ------- | ------------------- | -------------------------------- | ------- | -------- |
| 1     | 6      | 4       | Кейлі Маккіон       | Австралія (AUS)                  | 57.88   | Q, OR    |
| 2     | 5      | 4       | Реган Сміт          | США (USA)                        | 57.96   | Q        |
| 3     | 4      | 4       | Кайлі Масс          | Канада (CAN)                     | 58.17   | Q        |
| 4     | 6      | 5       | Кетлін Доусон       | Велика Британія (GBR)            | 58.69   | Q        |
| 5     | 6      | 3       | Емілі Сібом         | Австралія (AUS)                  | 58.86   | Q        |
| 6     | 5      | 5       | Раян Вайт           | США (USA)                        | 59.02   | Q        |
| 7     | 5      | 3       | Кіра Туссен         | Нідерланди (NED)                 | 59.21   | Q        |
| 8     | 4      | 3       | Маргеріта Панцієра  | Італія (ITA)                     | 59.74   | Q        |
| 9     | 5      | 1       | Пен Сюйвей          | Китай (CHN)                      | 59.78   | Q        |
| 10    | 5      | 6       | Марія Камєнєва      | Олімпійський комітет Росії (ROC) | 59.88   | Q        |
| 11    | 4      | 5       | Тейлор Рак          | Канада (CAN)                     | 59.89   | Q        |
| 12    | 4      | 7       | Анастасія Горбенко  | Ізраїль (ISR)                    | 59.90   | Q        |
| 13    | 4      | 6       | Анастасія Зуєва     | Олімпійський комітет Росії (ROC) | 59.92   | Q        |
| 14    | 6      | 2       | Кассі Вайлд         | Велика Британія (GBR)            | 59.99   | Q        |
| 15    | 5      | 7       | Маайке де-Ваард     | Нідерланди (NED)                 | 1:00.03 | Q        |
| 16    | 4      | 1       | Анна Конісі         | Японія (JPN)                     | 1:00.04 | Q        |
| 17    | 3      | 2       | Мімоза Джаллоу      | Фінляндія (FIN)                  | 1:00.06 |          |
| 18    | 5      | 8       | Каталін Буріан      | Угорщина (HUN)                   | 1:00.07 |          |
| 18    | 6      | 8       | Інґеборґ Лейнінґ    | Норвегія (NOR)                   | 1:00.07 |          |
| 20    | 4      | 8       | Лі Ин Чі            | Південна Корея (KOR)             | 1:00.14 |          |
| 21    | 5      | 2       | Мішель Колеман      | Швеція (SWE)                     | 1:00.54 |          |
| 22    | 6      | 7       | Чень Цзє            | Китай (CHN)                      | 1:00.63 |          |
| 23    | 3      | 5       | Беріль Гастальделло | Франція (FRA)                    | 1:00.69 |          |
| 24    | 6      | 1       | Лаура Рідеманн      | Німеччина (GER)                  | 1:00.81 |          |
| 25    | 3      | 3       | Деніелл Гілл        | Ірландія (IRL)                   | 1:00.86 |          |
| 26    | 3      | 6       | Стефані Ау          | Гонконг (HKG)                    | 1:01.07 |          |
| 27    | 4      | 2       | Сімона Кубова       | Чехія (CZE)                      | 1:01.35 |          |
| 28    | 2      | 5       | Татьяна Салкуцан    | Молдова (MDA)                    | 1:01.59 |          |
| 29    | 3      | 8       | Лена Ґрабовскі      | Австрія (AUT)                    | 1:01.80 |          |
| 30    | 3      | 1       | Дарина Зевіна       | Україна (UKR)                    | 1:01.97 |          |
| 31    | 2      | 7       | Маккенна Дебевер    | Перу (PER)                       | 1:02.09 |          |
| 32    | 3      | 7       | Ісабелла Арсілья    | Колумбія (COL)                   | 1:02.28 |          |
| 33    | 2      | 4       | Алі Ґілієр          | Нова Зеландія (NZL)              | 1:02.65 |          |
| 34    | 1      | 5       | Доната Катай        | Зімбабве (ZIM)                   | 1:02.73 |          |
| 35    | 2      | 6       | Крістал Лара        | Домініканська Республіка (DOM)   | 1:03.07 |          |
| 36    | 2      | 3       | Селіна Маркес       | Сальвадор (ESA)                  | 1:03.75 |          |
| 37    | 2      | 1       | Даніель Тітус       | Барбадос (BAR)                   | 1:04.53 |          |
| 38    | 2      | 2       | Фелісіті Пассон     | Сейшельські Острови (SEY)        | 1:04.66 |          |
| 39    | 1      | 4       | Маана Пател         | Індія (IND)                      | 1:05.20 |          |
| 40    | 2      | 8       | Діана Назарова      | Казахстан (KAZ)                  | 1:06.99 |          |
| 41    | 1      | 3       | Кімберлі Інс        | Гренада (GRN)                    | 1:10.24 |          |
| 42    | 3      | 4       | Луїс Ганссон        | Швеція (SWE)                     | DNS     |          |
| 42    | 6      | 6       | Анастасія Шкурдай   | Білорусь (BLR)                   | DNS     |          |

### Півфінали
Плавчині, що показали 8 найкращих результатів незалежно від запливу, виходять до фіналу.
| Місце | Заплив | Доріжка | Плавчиня           | Країна                           | Час     | Примітки |
| ----- | ------ | ------- | ------------------ | -------------------------------- | ------- | -------- |
| 1     | 1      | 4       | Реган Сміт         | США (USA)                        | 57.86   | Q, OR    |
| 2     | 2      | 5       | Кайлі Масс         | Канада (CAN)                     | 58.09   | Q        |
| 3     | 2      | 4       | Кейлі Маккіон      | Австралія (AUS)                  | 58.11   | Q        |
| 4     | 1      | 3       | Раян Вайт          | США (USA)                        | 58.46   | Q        |
| 5     | 1      | 5       | Кетлін Доусон      | Велика Британія (GBR)            | 58.56   | Q        |
| 6     | 2      | 3       | Емілі Сібом        | Австралія (AUS)                  | 58.59   | Q        |
| 7     | 2      | 6       | Кіра Туссен        | Нідерланди (NED)                 | 59.09   | Q        |
| 8     | 1      | 7       | Анастасія Горбенко | Ізраїль (ISR)                    | 59.30   | Q        |
| 9     | 2      | 7       | Тейлор Рак         | Канада (CAN)                     | 59.45   |          |
| 10    | 1      | 2       | Марія Камєнєва     | Олімпійський комітет Росії (ROC) | 59.49   |          |
| 11    | 1      | 6       | Маргеріта Панцієра | Італія (ITA)                     | 59.75   |          |
| 12    | 2      | 2       | Пен Сюйвей         | Китай (CHN)                      | 59.98   |          |
| 13    | 1      | 8       | Анна Конісі        | Японія (JPN)                     | 1:00.07 |          |
| 14    | 1      | 1       | Кассі Вайлд        | Велика Британія (GBR)            | 1:00.20 |          |
| 14    | 2      | 1       | Анастасія Зуєва    | Олімпійський комітет Росії (ROC) | 1:00.20 |          |
| 16    | 2      | 8       | Маайке де-Ваард    | Нідерланди (NED)                 | 1:00.49 |          |

### Фінал
| Місце | Доріжка | Плавчиня           | Країна                | Час   | Примітки |
| ----- | ------- | ------------------ | --------------------- | ----- | -------- |
| 1     | 3       | Кейлі Маккіон      | Австралія (AUS)       | 57.47 | OR       |
| 2     | 5       | Кайлі Масс         | Канада (CAN)          | 57.72 |          |
| 3     | 4       | Реган Сміт         | США (USA)             | 58.05 |          |
| 4     | 6       | Раян Вайт          | США (USA)             | 58.43 |          |
| 5     | 7       | Емілі Сібом        | Австралія (AUS)       | 58.45 |          |
| 6     | 2       | Кетлін Доусон      | Велика Британія (GBR) | 58.70 |          |
| 7     | 1       | Кіра Туссен        | Нідерланди (NED)      | 59.11 |          |
| 8     | 8       | Анастасія Горбенко | Ізраїль (ISR)         | 59.53 |          |